# 서부 전선 (제2차 세계 대전)
제2차 세계 대전 당시 유럽 전역의 서부 전선은 덴마크, 노르웨이, 룩셈부르크, 벨기에, 서부 독일, 영국, 이탈리아, 프랑스를 포함하는 전역이다. 2차 대전의 남유럽 및 다른 지역에서의 교전은 분리된 주제로 다루어진다. 서부 전선은 두개의 거대한 작전의 국면으로 구분된다. 첫번째 국면은 네덜란드, 벨기에, 프랑스가 저지대 국가 및 프랑스 북부에서의 패배로 1940년 5월과 6월에 항복하고, 이것이 영국 본토 항공전으로 고조된 영국과 독일 간의 항공전으로 이어진 것이다. 두 번째 국면은 1944년 6월, 노르망디 상륙 작전으로 시작되어 1945년 5월, 독일이 항복할 때까지 이어진 전투였다.  독일군의 사망의 대부분이 동부 전선에서 발생했음에도 불구하고, 서부 전선의 독일군 손실 또한 대체할 수 없는 것이었다. 노르망디 상륙 작전은 제1차 세계 대전 때의 2개의 전선을 독일군에게 상기시켰기 때문이다.

## 1939년~1940년

### 가짜 전쟁
가짜 전쟁은 독일의 폴란드 침공 이후이면서 프랑스 공방전 이전인 전쟁의 이른 시기에 유럽 대륙에서 있었던 몇몇 군사 작전들로 특징지어진다. 서로 선전 포고를 하였어도 다른 면으로는 주목할 만한 공격을 할 준비가 안 되어있는 유럽의 강대국들은 상대적으로 소규모의 싸움만 벌였다.
대부분의 독일군이 폴란드에 맞서 싸우고 있을 때, 훨씬 적은 규모의 독일군이 프랑스 국경을 따라 강화된 방어선인 지그프리드 선을 침범했다. 국경 맞은편에 위치한 마지노 선에서는 영국과 프랑스 군이 여전히 그들을 대면하고 있었지만 단지 국지적이고 소규모의 접전만 있었을 뿐이다. 서유럽이 이상한 고요에 빠진 7달 동안, 영국 공군은 독일에 선전 삐라들을 뿌렸고 첫 번째 캐나다 군이 영국에 상륙했다.
영국과 프랑스의 서두른 재무장 중에, 그 나라들은 그들 자신의 무기들에 보충하기 위해 전쟁 발발 때 미국의 군기 제조회사들로부터 많은 양의 무기들을 사기 시작했다. 비교전국인 미국은 군사 장비와 보급품을 싸게 판매함으로써 서방 연합군에 기여했다. 연합군의 대서양간 교역을 저지시키려는 독일군의 노력은 대서양 전투를 점화시켰다.

### 스칸디나비아 반도
서부 전선이 여전히 조용했던 1940년 4월 동안, 그 때 가장 이른 연합군과 독일군의 싸움은 노르웨이 전역에서 독일군이 그들의 덴마크와 노르웨이 침략인 베저위붕 작전에 착수했을 때 시작되었다. 이 전역은 가짜 전쟁의 마무리가 시작된 것을 두드러지게 했다.

### 베네룩스와프랑스 공방전
1940년 5월에 독일군은 프랑스를 침공하기 위해 벨기에, 네덜란드, 룩셈부르크를 침공한다. 당시 룩셈부르크는 당일 항복하였고 네덜란드는 중립국이었으나 침공을 당해 정부와 왕가는 영국으로 망명하였고, 벨기에는 국경지대에 견고한 요새를 쌓고 있었으나 제공권 상실과 영국군과 프랑스군이 늦게 오면서 결국 그해 5월 28일 항복하였다. 프랑스는 당시 독일국경에 요새선 마지노 선에 병력을 집결하였느나 결국 독일군이 아르덴 숲으로 돌아 오면서 스당에 도착하여 프랑스 북부로 진격하여 포위되었고 벨기에 국경지대에 있던 약 30만의 영국군과 프랑스군은 해안 지역에 포위되어 포로가 둴 위험이 있었으나 처칠에 엄령으로 뒁케르크에서 영국군이 모은 군함, 어선, 보트로 30만 병사들은 물론 시민들까지 구출해냈었지만 모든 중장비를 포기하였다. 파리는 거의 무방비 상태가 되어 프랑스가 무방비 도시를 선언, 독일군이 무혈입성하였으며 그 결과로 알자스와 로렌은 독일에 합병, 북쪽은 독일이 직접 점령하고, 남프랑스와 북아프리카, 그 외 식민지는 괴뢰정권인 비시 프랑스를 세우고, 이탈리아는 니스 부근과 코르시카를 점령한다.

### 영국 본토 항공전
프랑스를 사실상 점령한 독일군은 1940년 7월부터 영국을 점령하기 위해, 상륙 전 대규모 폭격작전으로 영국 본토 제공권을 장악한다는 계획을 한다. 독일군은 1940년 7월 9일부터 주간 공습을 시작했는데, 독일은 영국 공군을 섬멸하고 영국의 군수공장 파괴, 그리고 휴전을 받아낸다는 목적으로 공습을 하였는데, 오히려 레이다로 폭격을 미리 알아서 공군부대와 시민들을 대피시켰고, 수상 처칠아래 정신력으로 버텨 오히려 역효과를 내었고, 미국의 영국 지원으로 결국 1941년 중순 모든 폭격을 중단한다.

### 디에프 기습
당시 영국군은 독일군 방어선 교란을 위해 프랑스 디에프에 상륙하였는데, 참패를 당하고 퇴각하여 엄청난 사상자를 내었다. 이 작전은 노르망디 상륙작전에 교훈이 되었다.

## 1944년~1945년

### 노르망디 상륙 작전과 파리 탈환
미군과 영국군이 주축이 된 연합군은 독일군과 이탈리아군을 북아프리카 전선에서 물러나게 하고, 1943년 이탈리아를 항복시킨다. 그리고 연합군은 프랑스 해방과 독일로의 진격을 위해 100만 이상의 연합군을 그곳에 상륙시켜 프랑스에서 독일군을 몰아낸다는 대규모 상륙 작전을 계획하였다. 1944년 6월 6일 새벽부터 2개의 공수 사단이 교두보를 확보하였고, 15만의 이상의 상륙 병력이 노르망디에 상륙하였다. 그 후 100만이상의 병력과 엄청난 군수물자가 프랑스에 상륙하였다. 하지만 거점도시인 캉이 늦게 점령되고 지체되었지만 결국 캉을 점령하고 B 집단군을 거의 전멸 상태로 만든 팔레즈 포위전을 거쳐 결국 8월 25일 파리를 재탈환하였다. 그 후 연합군은 매우 경이로운 속도로 프랑스전역을 회복하였지만 아직 프랑스 북부의 몇몇 항구도시와 거점들이 독일군휘하에 있어 거점을 우회한 즉 속칭 귀찮은 곳은 우회한다는 전략으로 기갑전력이 진격하고 뒷처리는 보병부대가 나중에 처리하는 식이였다. 이후 독일의 국경도시인 아헨을 1944년 10월 21일에 점령한다

### 마켓가든 작전
영국군은 프랑스와 독일 국경에서 지크프리트 선에서 진격이 지체되고 노르망디에서 이어진 보급선이 한계에 다다르자 1944년 크리스마스가 되기 전에 독일을 점령하기 위해 마켓가든 작전이 실시되었다. 당시 네덜란드에서 전력이 약화된 것으로 믿은 독일군을 단숨에 돌파하여 바로 라인 강을 건너 베를린으로 진격한다는 작전이었다. 하지만 이작전은 구상자체가 문제가 있었다. 아른헴에 친위기갑사단이 배치되었지만 그정보를 무시하였고 그리고 공수부대가 다리에서 멀리 떨어진곳에 낙하해 지프로 이동하는 것이 위험하였다. 작전은 시작되었지만 9월 20일 발 강에 위치한 네이메헌 다리 확보와 함께 초기에는 순조로웠지만, 아른헴의 영국제1공수사단이 지리절멸되고 결국에는 친위기갑사단에 괴멸되고 1사단의 지원부대인 폴란드 공수여단도 낙하시기가 늦쳐지고 독일군에 괴멸되었다. 30군단이 30km 정도 떨어진 곳에서 진격을 멈추고 아른헴에서 일부만 퇴각해서 작전은 실패하였지만 네덜란드 대부분을 해방시켰다.

### 벌지 전투
히틀러는 서부전선에서 연합군에게 밀리자, 아르덴숲에서 미군과 영국군을 단숨에 격파하여 뫼즈 강을 건너 연합군의 보급항인 안트베르펀을 점령한다는 계획으로 1944년 12월 초 공격을 계획하였다. 당시 참모들은 가망이 없다고 생각했지만 히틀러는 밀어붙이었다. 결국 12월초 공격을 개시하였지만 파이퍼 전투단등 몇몇의 부대를 제외하고 미군 보병들의 심각한 저항에 시달려 진격이 늦어졌고 연합군의 대처가 늦어질거라는 히틀러의 예상과 달리 연합군 지휘부는 재빨리 중요거점인 바스토뉴와 생비트에 프랑스에서 재정비중이던 101 공수 사단과 82 공수 사단을 트럭편으로 보내고 패튼의 제3군의 기갑부대와 영국의 30군단을 투입하였으며 이후 날씨도 좋아지면서 연합군의 전폭기들이 독일군 기갑부대와 보급선을 타격하기 시작하였고 패튼의 제3군이 바스토뉴 포위망을 풀면서 독일의 패배로 되고 이후 독일의 예비전력소모로 서부전선에서는 거의 독일군의 무저항을 받게 된다. 당시 독일공군이 1035기를 모두 띄워 미국과 영국공군에 큰 타격을 주는 작전인 보텐플라테 작전 즉 쟁반이라는 작전을 실행하여 당시 약 300기의 손실을 보았는데 오히려 미국과 영국공군의 전투기는 바로 보급소에서 보충받을 수 있었으며 오히려 이 작전에서 잃은 파일럿과 전투기 손실로 독일공군은 회복할 수 없었다. 이 전투 결과 독일은 예비병력까지 사용하면서 예상보다 빨리 독일이 점령되었다.

### 독일 본토로의 진격
연합군은 독일로 1945년 봄부터 거의 껍데기에 불과한 독일군을 격파해 나가면서 독일의 서부지대를 점령하고 루르산업 지대를 포위하였고 라인강 철교를 점령하였다. 당시 독일군은 전투의지를 상실했고 오히려 신사적으로 대우하였던 연합군의 진격을 반겼다. 이후 B집단군은 대부분 항복하였다. 이후 엘베 강을 기점으로 소련군과 연합군이 독일을 분단하면서, 서부 전선에서 저항은 종식되었다.

### 참고
1. ↑  출처인 "엘리스"에는 덴마크인 사상자가 없고, 노르웨이인은 2천명이 사망 또는 실종되었다고 표기했다. 네덜란드인 사상자는 2,890명 사상 및 실종, 6,900명이 부상을 입고 포로 정보는 없다. 벨기에인 사상자는 7,500명이 사망 또는 실종, 15,850명이 부상, 20만명이 포로가 되었다. 프랑스인 사상자는 12만명이 사망 또는 실종, 25만명이 부상, 145만명이 포로가 되었다. 영국인 사상자는 11,010명이 사망 또는 실종, 14,070명(오직 탈출한 사람만 계산)이 부상, 41,340명이 포로가 되었다.[3] 1940년의 사상자는 "엘리스"가 2,121,560명으로 표기하고 있다.
2. ↑  36만명이 사망 또는 부상, 190만명이 포로가 됨.[4]
3. ↑  미국인은 109,820명이 사망 또는 실종, 356,660명이 부상, 56,630명이 포로. 영국인은 30,280명이 사망 또는 실종, 96,670명이 부상, 14,700명이 포로. 캐나다인은 10,740명이 사망 또는 실종, 30,910명이 부상, 2,250명이 포로. 프랑스인은 12,590명이 사망 또는 실종, 49,510명이 부상, 4,730명이 포로. 폴란드인은 1,160명이 사망 또는 실종, 3,840명이 부상, 370명이 포로.[5]
 따라서, "엘리스"의 정보에 의하면 연합군은 총 783,860명의 사상자가 발생했다.
4. ↑  독일인은 43,110명이 사망 또는 실종, 111,640명이 부상, 포로 정보는 없다. 이탈리아인은 1,250명이 사망 또는 실종, 4,780명이 부상, 포로 정보는 없다.[6]
5. ↑  독일:157,621명의 사상자(27,074명 사망 (독일 해군의 손실을 포함하여 49,000명이 더 많아지고, 그 이유는 비전투 손실, 부상으로 인한 사망, 누락된 사망자를 포함한다.[7] 그러나, 이 경우들은 사망자에 포함하지 않는다), 111,034명 부상, 18,384명 실종,[7][8][9] 그리고 1,129기의 항공기 격추.)[10] 이탈리아: 6,029명의 사상자 (1,247명 사망 또는 실종, 2,631명 부상, 2,151명 동상으로 입원. 이탈리아군이 전투한 프랑스 알프스는, 여름에도 영하의 기온이 일반적이다.)
6. ↑  독일군은 1941년 6월부터 1945년 4월 10일까지의 사상자는 오직 서부 전선만 포함하여, 80,820명 사망, 490,260명 실종, 256,526명의 부상이다.[5]
7. ↑  1939년 9월부터 1944년 12월 31일 까지의 독일군 총 사상자는 서부 전선군과 무장 친위대를 포함하여 128,030명 사망, 399,860명 부상, 7,614,790명 실종(독일의 항복에 따라 3,404,950명이 무장 해제)이다.[5]

## 참조
- Clarke, Jeffrey J.; Smith, Robert Ross (1993). 《Riviera to the Rhine》. United States Army in World War II., European theater of operations. Washington D.C.: Center of Military History. ISBN 978-0-16-025966-1. CMH Pub. 7-10.
- Ellis, John (1993). 《The World War II Databook: The Essential Facts and Figures for all the combatants》. BCA. ISBN 978-1-85410-254-6.
- Gootzen, Har and Connor, Kevin (2006). "Battle for the Roer Triangle" ISBN 978-90-902145-5-9.See
- Hastings, Max. (2004).  Armageddon: The Battle for Germany, 1944–1945.  New York: Alfred A. Knopf.  ISBN 0-375-41433-9.
- MacDonald, Charles B. (1993) [1973]. 《The Last Offensive》. United States Army in World War II., European theater of operations Special commemorative판. Washington D.C.: Center of Military History. OCLC 41111259. CMH pub. 7-9-1.
- Seaton, Albert (1971). The Russo-German War. New York: Praeger Publishers.
- Weigley, Russell F. (1981).  Eisenhower's Lieutenants.  Bloomington: Indiana University Press.  ISBN 0-253-13333-5.
- Willis, Frank Roy (1962). The French in Germany, 1945–1949. Stanford: Stanford University Press.
- Zaloga, Steve, and Dennis, Peter (2006). Remagen 1945: endgame against the Third Reich. Oxford: Osprey Publishing. ISBN 1-84603-249-0.
- Murray, Williamson and Millett, Alan R. (2000). A War to be Won: Fighting the Second World War. The Belknap Press of Harvard University Press. ISBN 0-674-00680-1.

## 추가 자료
- Ellis, L. F. (1968).  Victory in the West (Volume II).  London: HMSO.
- Kurowski, Franz. (2005).  Endkampf um das Reich 1944–1945.  Erlangen: Karl Müller Verlag.  ISBN 3-86070-855-4.
- Young, Peter, editor. World Almanac of World War II. St. Martin's Press.